# 2018年俄羅斯大獎賽
2018年俄羅斯大獎賽（英語：2018 Russian Grand Prix），官方名稱為2018年一級方程式賽車俄羅斯外貿銀行俄羅斯大獎賽（英語：Formula 1 2018 VTB Russian Grand Prix），是2018年9月30日舉辦於俄羅斯的一場一級方程式賽車賽事。比賽在索契賽道進行，總計53圈。這是2018年世界一級方程式錦標賽的第16場分站賽事，以及是第五屆的俄羅斯大獎賽。
賽前，車手積分領先者路易斯·漢米爾頓以40分的差距領先第二名的賽巴斯蒂安·維特爾；車隊積分方面，梅賽德斯車隊領先法拉利車隊37分，前者為俄羅斯大獎賽開辦至今唯一獲得分站冠軍的車隊。維爾特利·鮑達斯為本站的衛冕冠軍。
在梅賽德斯使用車隊指令的情況下，路易斯·漢米爾頓超越隊友維爾特利·鮑達斯，為本站的分站冠軍，後者以第二名完賽。第三名為法拉利車手賽巴斯蒂安·維特爾，與漢米爾頓的積分差距被拉開到50分。

## 賽事簡報

### 輪胎
| 乾地用胎 | 乾地用胎 | 乾地用胎 | 濕地用胎 | 濕地用胎 |
| -------- | -------- | -------- | -------- | -------- |
| 特軟胎   | 極軟胎   | 軟胎     | 半雨胎   | 全雨胎   |

### 練習賽
第一段自由練習，賽巴斯蒂安·維特爾以特軟胎做出最速，成績是1分34.488秒，第二名馬克斯·維斯塔潘僅落後0.050秒，路易斯·漢米爾頓落後0.330秒為第三，不過他使用的是黃色的軟胎。有四位非正賽車手參與第一階段的練習，分別是蘭多·諾里斯、阿爾頓·馬可洛夫（Artem Markelov）、安東尼奧·焦維納齊，以及尼古拉斯·拉特菲（Nicolas Latifi），各自代替阿隆索、塞恩斯、培瑞茲跟埃里克松。
第二段自由練習，梅賽德斯車隊包攬一二名，路易斯·漢米爾頓做出1分33.385秒的最快成績，隊友維爾特利·鮑達斯落後0.199秒。紅牛車隊佔三四名，法拉利則排在五六位。
第三段自由練習，梅賽德斯依然強勢，漢米爾頓以1分33.067秒的成績繼續維持第一，隊友鮑達斯為第二。法拉利成績為三四位，第三名的維特爾落後達0.600秒。

### 排位賽
第一階段，路易斯·漢米爾頓做出1分32.410秒的最速成績，已經優於去年Sebastian Vettel的桿位成績（1分33.194秒）。在接近結束之時，地主車手謝爾蓋·希洛金的賽車失控打滑，賽會出示黃旗，而馬克斯·維斯塔潘因為在這期間沒有減速，遭賽會判罰。布蘭登·哈特利、兩輛麥拉倫和兩輛威廉斯成為第一階段被淘汰的成員。
第二階段，漢米爾頓仍是最快的車手。梅賽德斯和法拉利都選擇紫色的極軟胎為最快圈速的輪胎，儘管他們在階段的最後有使用粉紅色的特軟胎出場；其餘進入第三階段的車手都是粉紅胎做出圈速。這次Q2被淘汰的車手出現一個很特別的現象，就是都沒有做出單圈成績。兩輛紅牛賽車及二隊的皮埃爾·蓋斯利因為更換動力單元將被罰退，所以沒有出場；兩輛雷諾在Q1排第十四及第十五位，他們在本階段也選擇不出場，正賽將一同從第六排起跑，並且得自由選擇起跑時要使用的輪胎。
第三階段，維爾特利·鮑達斯在第一次單圈率先做出1分31.528秒的成績，隊友漢米爾頓只慢了0.004秒，賽巴斯蒂安·維特爾雖為第三，卻落後0.639秒之多，法拉利仍與賓士有極大的差距。埃斯特班·奧康暫時排在第五，第6的夏爾·勒克萊爾也只跟前者相差千分之六秒。倒數3分30秒左右，銀箭與紅軍賽車皆出場準備做最後的衝刺圈。鮑達斯再度刷新自己的成績，時間來到1分31.387秒，漢米爾頓在第一段比隊友快0.3秒之多，但在第二段時發生過彎的失誤，因此無法刷新成績；維特爾雖刷新自己的最佳成績，但仍與第一的鮑達斯有半秒左右的差距，只能與隊友奇米·雷克南排在第二排。鮑達斯拿下個人在本賽季的第2個桿位，也是生涯第6個。哈斯車隊的凱文·馬格努森在最後將成績提升到第五位，是兩大車隊之外的最速車手。第六到第十名依序是奧康、勒克萊爾、塞吉歐·培瑞茲、羅曼·格羅斯讓，以及马库斯·埃里克松。

### 正賽
53圈的俄羅斯站準時起跑，第三位的賽巴斯蒂安·維特爾積極的向前方的路易斯·漢米爾頓進攻，不過無法超越。薩伯車手夏爾·勒克萊爾在第2圈漂亮的超越凱文·馬格努森，上到第5位。兩輛紅牛二隊的賽車都遇到煞車異常的問題，在進行4圈後雙雙退賽。第19位起跑的馬克斯·維斯塔潘，在第8圈就將排名上升到第五位。
第12圈要結束時，領先的維爾特利·鮑達斯進站換上軟胎，下一圈維特爾跟進，再下一圈漢米爾頓也進站，但是出來後卻在維特爾的後方。維特爾的領先並沒有太久，在漢米爾頓出站後的下一圈，就將其超越。第25圈，梅賽德斯啟用車隊指令，讓漢米爾頓超越鮑達斯排在前方，此時的第一名是仍未進站的維斯塔潘。
印度威力同樣也有車隊指令的使用，因為凱文·馬格努森在兩輛粉紅賽車前方，在後方的埃斯特班·奧康遲遲無法超越，印度威力改讓塞吉歐·培瑞茲來挑戰，不過未果，之後培瑞茲再將位置還給奧康。
紅牛兩輛賽車分別在第40圈及第43圈進站，位置保持在第五及六位。最終，梅賽德斯保持車隊指令，漢米爾頓為本站的分站冠軍，鮑達斯為第二，維特爾第三，漢米爾頓與維特爾的積分差距擴大到50分。

### 賽後紀錄
- 路易斯·漢米爾頓的分站冠軍為個人生涯第70勝，並且是第三度於俄羅斯獲勝。
- 自2014年開辦至今，梅賽德斯車隊包辦了五屆的俄羅斯大獎賽勝利。
- 奇米·雷克南第200次獲得積分完賽，成為麥可·舒馬克及費爾南多·阿隆索之後的第三人。

## 賽事結果

### 排位賽成績
| 名次               | 車號 | 車手              | 車隊              | 排位賽時間 | 排位賽時間 | 排位賽時間 | 發車位 |
| 名次               | 車號 | 車手              | 車隊              | 第一階段   | 第二階段   | 第三階段   | 發車位 |
| ------------------ | ---- | ----------------- | ----------------- | ---------- | ---------- | ---------- | ------ |
| 1                  | 77   | 維爾特利·鮑達斯   | 梅賽德斯          | 1:32.964   | 1:32.744   | 1:31.387   | 1      |
| 2                  | 44   | 路易斯·漢米爾頓   | 梅賽德斯          | 1:32.410   | 1:32.595   | 1:31.532   | 2      |
| 3                  | 5    | 賽巴斯蒂安·維特爾 | 法拉利            | 1:33.476   | 1:33.045   | 1:31.943   | 3      |
| 4                  | 7    | 奇米·雷克南       | 法拉利            | 1:33.341   | 1:33.065   | 1:32.237   | 4      |
| 5                  | 20   | 凱文·馬格努森     | 哈斯-法拉利       | 1:34.078   | 1:33.747   | 1:33.181   | 5      |
| 6                  | 31   | 埃斯特班·奧康     | 印度威力-梅賽德斯 | 1:34.290   | 1:33.596   | 1:33.413   | 6      |
| 7                  | 16   | 夏爾·勒克萊爾     | 薩伯-法拉利       | 1:33.924   | 1:33.488   | 1:33.419   | 7      |
| 8                  | 11   | 塞吉歐·培瑞茲     | 印度威力-梅賽德斯 | 1:34.084   | 1:33.923   | 1:33.563   | 8      |
| 9                  | 8    | 羅曼·格羅斯讓     | 哈斯-法拉利       | 1:34.022   | 1:33.517   | 1:33.704   | 9      |
| 10                 | 9    | 马库斯·埃里克松   | 薩伯-法拉利       | 1:34.170   | 1:33.995   | 1:35.196   | 10     |
| 11                 | 33   | 馬克斯·維斯塔潘   | 紅牛-豪雅         | 1:33.048   | 未做時間   |            | 191    |
| 12                 | 3    | 丹尼爾·里卡多     | 紅牛-豪雅         | 1:33.247   | 未做時間   |            | 182    |
| 13                 | 10   | 皮埃爾·蓋斯利     | 紅牛二隊-本田     | 1:34.383   | 未做時間   |            | 173    |
| 14                 | 55   | 小卡洛斯·塞恩斯   | 雷諾              | 1:34.626   | 未做時間   |            | 11     |
| 15                 | 27   | 尼可·賀根堡       | 雷諾              | 1:34.655   | 未做時間   |            | 12     |
| 16                 | 28   | 布蘭登·哈特利     | 紅牛二隊-本田     | 1:35.037   |            |            | 204    |
| 17                 | 14   | 費爾南多·阿隆索   | 麥拉倫-雷諾       | 1:35.504   |            |            | 165    |
| 18                 | 35   | 謝爾蓋·希洛金     | 威廉斯-梅賽德斯   | 1:35.612   |            |            | 13     |
| 19                 | 2    | 斯托弗·范多恩     | 麥拉倫-雷諾       | 1:35.977   |            |            | 156    |
| 20                 | 18   | 蘭斯·斯托爾       | 威廉斯-梅賽德斯   | 1:36.437   |            |            | 14     |
| 107%時間：1:38.878 |      |                   |                   |            |            |            |        |
| 來源：             |      |                   |                   |            |            |            |        |

註記：
- ^1  – 馬克斯·維斯塔潘更換多組動力單元元件跟變速箱，另外在排位賽出現黃旗時沒有減速遭判罰，將從第19位起跑。
- ^2  – 丹尼爾·里卡多更換多組動力單元元件跟變速箱，將從第18位起跑。
- ^3  – 皮埃爾·蓋斯利更換多組動力單元元件，將從第17位起跑。
- ^4  – 布蘭登·哈特利更換多組動力單元元件，將從第20位起跑。
- ^5  – 費爾南多·阿隆索更換多組動力單元元件，將從第16位起跑。
- ^6  – 斯托弗·范多恩更換變速箱，將從第15位起跑。

### 正賽成績
| 名次   | 車號 | 車手              | 車隊              | 圈數 | 時間/退賽   | 發車位 | 積分 |
| ------ | ---- | ----------------- | ----------------- | ---- | ----------- | ------ | ---- |
| 1      | 44   | 路易斯·漢米爾頓   | 梅賽德斯          | 53   | 1:27:25.181 | 2      | 25   |
| 2      | 77   | 維爾特利·鮑達斯   | 梅賽德斯          | 53   | +2.545      | 1      | 18   |
| 3      | 5    | 賽巴斯蒂安·維特爾 | 法拉利            | 53   | +7.487      | 3      | 15   |
| 4      | 7    | 奇米·雷克南       | 法拉利            | 53   | +16.543     | 4      | 12   |
| 5      | 33   | 馬克斯·維斯塔潘   | 紅牛-豪雅         | 53   | +31.016     | 19     | 10   |
| 6      | 3    | 丹尼爾·里卡多     | 紅牛-豪雅         | 53   | +1:20.451   | 18     | 8    |
| 7      | 16   | 夏爾·勒克萊爾     | 薩伯-法拉利       | 53   | +1:38.390   | 7      | 6    |
| 8      | 20   | 凱文·馬格努森     | 哈斯-法拉利       | 52   | +1圈        | 5      | 4    |
| 9      | 31   | 埃斯特班·奧康     | 印度威力-梅賽德斯 | 52   | +1圈        | 6      | 2    |
| 10     | 11   | 塞吉歐·培瑞茲     | 印度威力-梅賽德斯 | 52   | +1圈        | 8      | 1    |
| 11     | 8    | 羅曼·格羅斯讓     | 哈斯-法拉利       | 52   | +1圈        | 9      |      |
| 12     | 27   | 尼可·賀根堡       | 雷諾              | 52   | +1圈        | 12     |      |
| 13     | 9    | 马库斯·埃里克松   | 薩伯-法拉利       | 52   | +1圈        | 10     |      |
| 14     | 14   | 費爾南多·阿隆索   | 麥拉倫-雷諾       | 52   | +1圈        | 16     |      |
| 15     | 18   | 蘭斯·斯托爾       | 威廉斯-梅賽德斯   | 52   | +1圈        | 14     |      |
| 16     | 2    | 斯托弗·范多恩     | 麥拉倫-雷諾       | 51   | +2圈        | 15     |      |
| 17     | 55   | 小卡洛斯·塞恩斯   | 雷諾              | 51   | +2圈        | 11     |      |
| 18     | 35   | 謝爾蓋·希洛金     | 威廉斯-梅賽德斯   | 51   | +2圈        | 13     |      |
| Ret    | 10   | 皮埃爾·蓋斯利     | 紅牛二隊-本田     | 4    |             | 17     |      |
| Ret    | 28   | 布蘭登·哈特利     | 紅牛二隊-本田     | 4    |             | 20     |      |
| 來源： |      |                   |                   |      |             |        |      |

### 賽後排名
|   | 名次 | 車手              | 積分 |
| - | ---- | ----------------- | ---- |
|   | 1    | 路易斯·漢米爾頓   | 306  |
|   | 2    | 賽巴斯蒂安·維特爾 | 256  |
| 1 | 3    | 維爾特利·鮑達斯   | 189  |
| 1 | 4    | 奇米·雷克南       | 186  |
|   | 5    | 馬克斯·維斯塔潘   | 158  |

|  | 名次 | 車隊        | 積分 |
|  | ---- | ----------- | ---- |
|  | 1    | 梅賽德斯    | 495  |
|  | 2    | 法拉利      | 442  |
|  | 3    | 紅牛-豪雅   | 292  |
|  | 4    | 雷諾        | 91   |
|  | 5    | 哈斯-法拉利 | 80   |

- 註記：僅列出前五名。

## 外部連結
| 上一場： 2018年新加坡大獎賽 | 2018年世界一级方程式锦标赛 | 下一場： 2018年日本大獎賽   |
| 上一屆： 2017年俄羅斯大獎賽 | 俄羅斯大獎賽               | 下一屆： 2019年俄羅斯大獎賽 |